# گاراگوآ
گاراگوآ (انگلیسی: Garagoa) نام شهری در کشور کلمبیا است.